# Onthophagus nigriventris
Onthophagus nigriventris là một loài bọ cánh cứng trong họ Bọ hung (Scarabaeidae).